# Ramón Areces Rodríguez
Ramón Areces Rodríguez (La Mata, Astúries, 15 de setembre de 1904 – Madrid, 30 de juliol de 1989) va ser un empresari espanyol, fundador d'El Corte Inglés.

## Biografia
Va ser fill dels agricultors Carlos Areces i de Jesusa Rodríguez, prèviament cunyada i després segona esposa d'aquest. Va estudiar, primer al seu poble natal i després en Grado. A causa de la situació familiar, en la qual el treball dels seus pares havia d'alimentar a un total de vuit fills, el 1920 va prendre una important decisió: emigrar al més aviat possible a Cuba al costat dels seus germans Manuel i Luis, després de conèixer al seu oncle César Rodríguez González.

### Amèrica
Els tres germans van embarcar en el buc Alfonso XIII des del port de Gijón i, a la seva arribada, el seu oncle César li va oferir un lloc de treball com a canoner (aprenent al que li oferien menjar i allotjament) en els magatzems El Encanto, on ell era gerent.
Quatre anys després, va acompanyar al seu oncle per Estats Units i el Canadà per tal de millorar les relacions comercials de l'empresa, estudiar el mercat i obrir delegacions a ambdós països. El 1928 van tornar a Cuba, on va romandre fins al 1935. El seu oncle ja no treballava en l'empresa i, el més important, havia esclatat el crack del 29.

### El Corte Inglés
El 1935 es va instal·lar a Madrid i al desembre va traspassar una sastreria especialitzada en confecció infantil. Aquest solar i els adjacents els havia comprat Sederías Carretas per a l'ampliació de Galerías Preciados, però la intermediació i el suport econòmic del seu oncle César li van permetre utilitzar-lo fins al 1940, any en què es va traslladar a la carrer Preciados número 3 i es va constituir la societat limitada El Corte Inglés (es va transformar en anònima dotze anys més tard, el 1952).
Areces va utilitzar el model de la tenda El Encanto de l'Havana, i els models anglosaxons de grans magatzems, distribuint les vendes per departaments i, en els anys 60, es van obrir sucursals en Barcelona, Sevilla i Bilbao.

### Defunció
El 1973 va sofrir una hemiplegia que ho va mantenir en cadira de rodes, per la qual cosa va delegar les seves funcions al seu nebot Isidoro Álvarez Álvarez (sense que la seva situació li impedís seguir acudint al seu lloc de treball). Tres anys més tard, va crear la Fundació Ramón Areces amb l'objectiu de fomentar la recerca científica i tècnica a Espanya, així com l'educació i la cultura en general (valors que la institució considera motors fonamentals de progrés i modernitat de la societat). És a aquesta fundació a la qual va acabar llegant la seva participació en El Corte Inglés i la que actualment és l'accionista majoritària de la companyia, nomenant-ne patró vitalici al seu nebot Isidoro.
En la localitat asturiana de Grado existeix, des de 1977, un institut d'ESO que porta el seu nom.